# 오이겐 하다모프스키
오이겐 파울 하다모프스키(독일어: Eugen Paul Hadamovsky, 독일 베를린, 1904년 12월 14일 ~ 1945년 3월 1일)은 나치당의 간부로 1933년부터 1942년까지 독일 방송국의 제국송신책임자였다.

## 생애
오이겐 하다모프스키는 베를린에서 화학과 기계공학을 공부하였고 1921년부터 1928년까지 외국에서 자동차기계공으로 일하였으며 1930년에 나치 당원이 되었다. 단 기간에 나치 당 선전부장이였던 요제프 괴벨스는 그를 주목하였고 1931년에 "라디오 청취자 제국 협회"를 세울 것을 지시하였다. 1년 후 하다모프스키는 나치스의 제국선전부 국장으로 임명되었다.
하다모프스키의 주요 임무는 1930년대에 시작한 선거캠프동안 아돌프 히틀러의 선거 유세를 전국적으로 중계하는 것이였다.

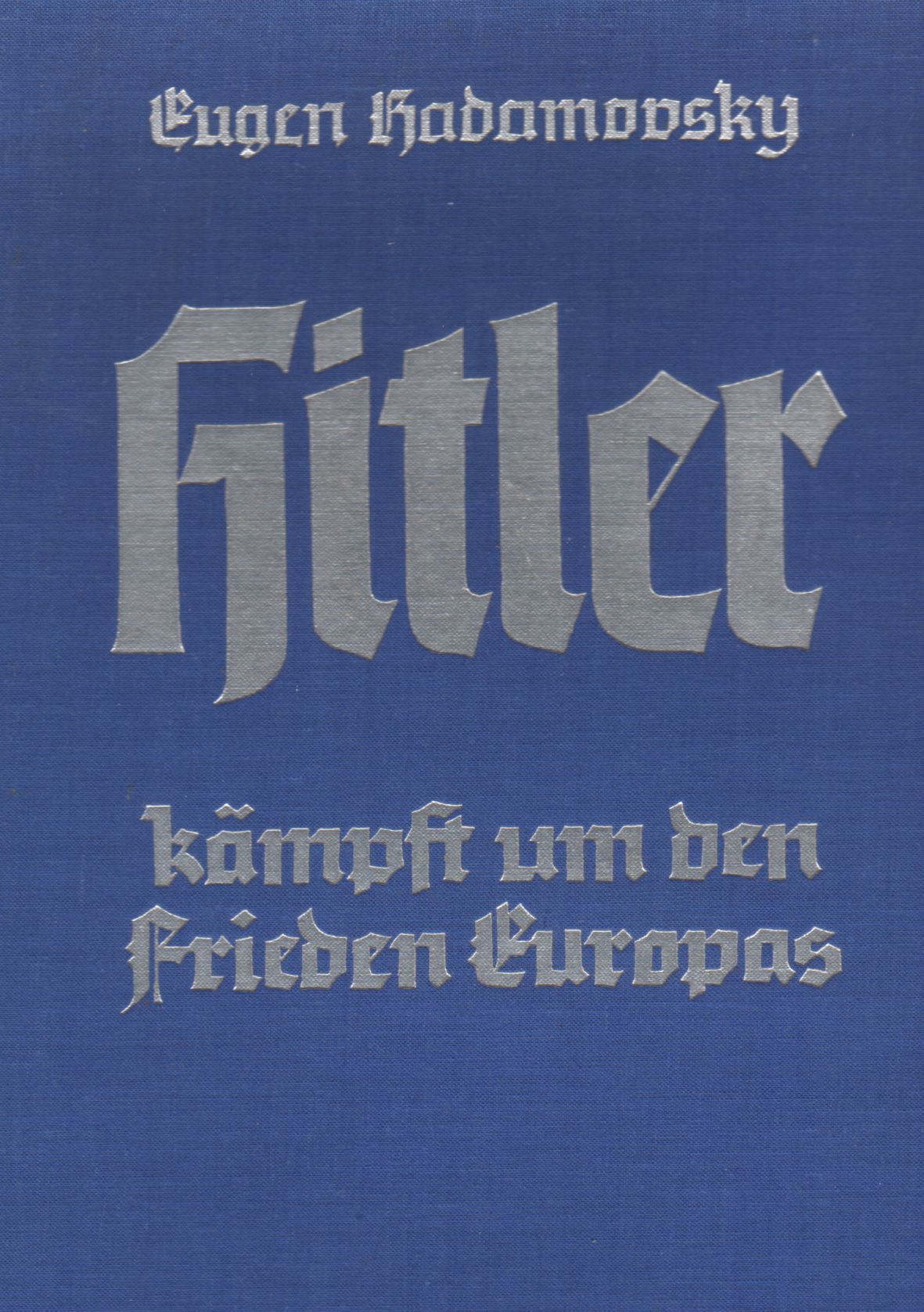
"히틀러는 유럽의 평화를 위해 싸운다." 1937

나치스의 권력 장악 이후 1933년 하다모프스키는 괴벨스에 의하여 짧은 기간 동안 독일방송국의 송신책임자로 임명되었다. 그로부터 겨우 몇 개월 후에 하다모프스키는 제국송신책임자와 제국방송협회의 국장으로 발령되었다. 이 지위에 있는 동안 하다모프스키는 괴벨스가 추진한 독일내 방송국의 획일하에 결정적으로 참여하였다.
마찬가지로 1933년 하다모프스키는 제국방송회의소의 부사장이 되었으며 방송과 관련된 모든 산업 전반에 걸쳐 편집자들을 통제하였다. 그는 몇년에 걸쳐 작성한 저서 "Propaganda und nationale Macht(프로파간다와 국민의 힘)"를 출판하였으며 그 다음해에는 "Der Rundfunk im Dienste der Volksführung"를 출판하였다.
1935년부터 하다모프스키는 제국송신책임자로서 최초의 독일 텔레비전방송국(Fernsehsender Paul Nipkow)의 국장 고용주가 되었다.
제2차 세계 대전의 발발과 함께 하다모프스키는 라디오에서 전면보고를 넘겨 받는 동안 새로운 활동분야를 얻어냈다. 1940년 초반에 그는 한걸음 나아가 괴벨스로부터 제국선전부의 방송국대대 책임자로 임명되었다.
그러나 그는 괴벨스와의 마찰로 인하여 나치스의 아무런 영향력이 없는 간부직으로 직위를 해제당함과 동시에 방송국과 관련된 모든 공직에서 쫓겨난다.
결국 1943년 말경에 아무 의미 없는 직위에 싫증을 느낀 하다모프스키는 자발적으로 탱크장교로 지원하였고 결국 1945년 3월 1일 힌터포메른의 도르프 횔케비제를 점령한 소련군의 역습으로 전사했다.
하다모프스키의 모든 저서들은 소련 점령군 지역에서 제거되어야할 문학 목록으로 규정되었다.